# Сребренко Репчич
Сребренко Репчич (сербохорв. Srebrenko Repčić, нар. 1 грудня 1954, Шамаць) — югославський футболіст, що грав на позиції півзахисника.
Виступав, зокрема, за «Црвену Звезду», з якою став дворазовим чемпіоном Югославії, та «Фенербахче», вигравши у його складі чемпіонат Туреччини, а також національну збірну Югославії.

## Клубна кар'єра
Розпочав на дорослому рівні грати у 15 років за команду «Борац» з рідного міста Шамаць, а у 1973 році перейшов у «Слогу» (Добой), що грала у третьому дивізіоні Югославії. 1975 року став гравцем «Сараєво», в якому провів чотири сезони, взявши участь у 132 матчах вищого дивізіону, забивши 35 голів.
Своєю грою за цю команду привернув увагу представників тренерського штабу клубу «Црвена Звезда», до складу якого приєднався влітку 1979 року разом із одноклубником Радомиром Савичем. У своєму першому сезоні за белградців він забив 7 голів у чемпіонаті в 33 матчах і допоміг команді виграти золоті медалі. Він також показав чудову гру в тому ж сезоні в Кубку УЄФА в 1/8 фіналу проти мюнхенської «Баварії». «Црвена Звезда» програла з рахунком 0:2 у першому матчі в Мюнхені, але вела 3:0 на 50-й хвилині матчу-відповіді після того, як Репчич забив один із голів. Втім їм не вдалося вибити німців, тому що «Баварія» того вечора забила два голи і гра завершилася з рахунком 3:2, чого не вистачило для проходу. У наступному сезоні 1980/81 він знову виграв чемпіонат Югославії, а в сезоні 1981/82 став віце-чемпіоном та володарем Кубка Югославії. Всього Репчич відіграв за белградську команду чотири сезони своєї ігрової кар'єри. Більшість часу, проведеного у складі «Црвени Звезди», був основним гравцем команди.
1983 року уклав контракт з клубом «Фенербахче», у складі якого провів наступні два роки своєї кар'єри гравця. Граючи у складі «Фенербахче» також здебільшого виходив на поле в основному складі команди. З клубом зі Стамбула він виграв чемпіонський титул у 1985 році та два Суперкубки Туреччини у 1984 та 1985 роках.
Протягом 1985—1988 років захищав кольори клубу «Стандард» (Льєж). У сезоні 1985/86 він посів з командою 3 місце в першій лізі Бельгії, а в сезоні 1987/88 дійшов до фіналу Кубка Бельгії.
Завершив ігрову кар'єру у французькому «Генгамі», за який виступав протягом сезону 1988/89 років у другому дивізіоні країни. Згодом залишився у Франції і деякий час був футбольним тренером. Працював у клубі «Леваллуа», де тренував молодого Дідьє Дрогба.

## Виступи за збірні
З 1979 по 1980 рік захищав кольори олімпійської збірної Югославії, з якою був учасником футбольного турніру на Олімпійських іграх 1980 року у Москві, дійшовши до півфіналу. Всього у складі цієї команди провів 10 матчів, забив 3 голи.
22 березня 1980 року провів свій єдиний матч у складі національної збірної Югославії, зігравши у товариській грі проти Уругваю (2:1), де вийшов на заміну в другому таймі замість Златко Вуйовича.

## Титули і досягнення
- Чемпіон Югославії (2):

«Црвена Звезда»: 1979/80, 1980/81
- Володар Кубка Югославії (1):

«Црвена Звезда»: 1981/82
- Чемпіон Туреччини (1):

«Фенербахче»: 1984/85
- Володар Суперкубка Туреччини (1):

«Фенербахче»: 1984, 1985

## Особисте життя
Його син Ведран Репчич у молодому віці втягнувся в організовану злочинність і був засуджений до десяти років ув'язнення за участь у пограбуванні та вбивство в 1998 році. Після його звільнення в листопаді 2015 року на нього було скоєно замах. Він вижив, але отримав непоправні пошкодження (осколок однієї з куль врізався в його череп). Втім другого замаху Ведран не пережив. У листопаді 2020 року його застрелив у Белграді невідомий чоловік.